# برنارد جرينهاوس
برنارد جرينهاوس (بالإنجليزية: Bernard Greenhouse)‏ هو معلم موسيقى أمريكي، ولد في 3 يناير 1916 في نيوآرك في الولايات المتحدة، وتوفي في 13 مايو 2011 في Wellfleet, Massachusetts ‏ في الولايات المتحدة.

## وصلات خارجية
- برنارد جرينهاوس على موقع ميوزك برينز (الإنجليزية)
- برنارد جرينهاوس على موقع أول ميوزيك (الإنجليزية)
- برنارد جرينهاوس على موقع ديسكوغز (الإنجليزية)